# Heiner Carow
Heinrich „Heiner“ Carow (19. září 1929 Rostock – 1. února 1997 Berlín) byl německý filmový režisér, přední představitel kinematografie Německé demokratické republiky.
Vystudoval filmovou režii ve studiu DEFA u Slatana Dudowa. Začínal jako režisér populárně naučných filmů, v roce 1952 natočil svůj debut Bauern erfüllen den Plan. Jeho prvním celovečerním hraným počinem byl v roce 1957 dětský film Sheriff Teddy podle předlohy Benna Pludry. Aktuální problémy tehdejší mládeže se Carow pokusil zobrazit ve filmu Klamné iluze (1960), jehož hrdinka emigruje do Západního Německa, avšak je zklamána tamním způsobem života a rozhodne se k návratu. Následovalo sociální historické drama Die Hochzeit von Länneken podle knihy Herberta Nachbara a dobrodružný film Výlet na Sundevit, v němž opět adaptoval prózu od Benna Pludry. V roce 1968 Carow natočil film Die Russen kommen, zobrazující konec druhé světové války pohledem člena Hitlerjugend. Film byl z ideologických důvodů zakázán a do kin se dostal až koncem osmdesátých let.
Další kontroverzi vzbudil Carow v roce 1973 romantickou tragikomedií Legenda o Pavlovi a Paule podle scénáře Ulricha Plenzdorfa. Použil v ní hudbu skupiny Puhdys a do hlavních rolí obsadil Angeliku Domröseovou a Winfrieda Glatzedera. Téma milostného vztahu mezi ženatým mužem a svobodnou matkou vzbudilo nevoli cenzury, stejně jako některé glosy na poměry v NDR. Podle ohlasu zkušebních projekcí dospěl Erich Honecker k závěru, že zákaz filmu by byl kontraproduktivní, takže osobně povolil promítání, avšak nařídil vystřižení nejodvážnějších scén. Legenda o Pavlovi a Pavle se stala v NDR kultovním filmem, který navštívily přes tři miliony diváků a měl úspěch i za železnou oponou, avšak po emigraci obou hlavních představitelů se z kin zase vytratil.
Psychologický pohled na dysfunkční rodinné vztahy přinesl Carow také v dalších filmech Ikarus a Dokud vás smrt nerozdělí. V roce 1989 natočil film Coming Out, v němž jako první východoněmecký filmař zobrazil homosexuální téma. Za toto dílo obdržel Stříbrného medvěda a Cenu Konrada Wolfa. Jeho posledním filmem byl v roce 1992 Die Verfehlung o milencích rozdělených Berlínskou zdí. Carow také režíroval hru Ich bin einem Mädchen begegnet pro divadlo v Rostocku a některé epizody televizních seriálů Praxis Bülowbogen a Berlínské trio. Rosa von Praunheim ho obsadila jako herce do filmu Ich bin meine eigene Frau.
V roce 1980 mu byla udělena Národní cena NDR a v letech 1982 až 1991 byl místopředsedou Akademie umění NDR. V roce 1987 byl členem poroty Berlínského mezinárodního filmového festivalu. Na jeho počest se uděluje mladým režisérům Cena Heinricha Carowa a v berlínské čtvrti Rummelsburg je po něm pojmenována ulice.
Jeho manželkou byla filmová střihačka Evelyn Carowová, s níž měl dva potomky.